# Plešovec
Plešovec je vesnice, část města Chropyně v okrese Kroměříž ve Zlínském kraji. Nachází se 2,6 km na jihovýchod od Chropyně. Je zde evidováno 80 adres. Trvale zde žije 236 obyvatel.
Plešovec je také název katastrálního území o rozloze 0,78 km2.

## Název
Základem jména vesnice bylo staré obecné plešový - "lysý, holý". Jméno vyjadřovalo místo, které nebylo porostlé vegetací.

## Obyvatelstvo

### Struktura
Vývoj počtu obyvatel za celou obec i za jeho jednotlivé části uvádí tabulka níže, ve které se zobrazuje i příslušnost jednotlivých částí k obci či následné odtržení.
| Místní části   | Místní části  | 1869 | 1880 | 1890 | 1900 | 1910 | 1921 | 1930 | 1950 | 1961 | 1970 | 1980 | 1991 | 2001 | 2011 |
| -------------- | ------------- | ---- | ---- | ---- | ---- | ---- | ---- | ---- | ---- | ---- | ---- | ---- | ---- | ---- | ---- |
| Počet obyvatel | část Plešovec | 263  | 300  | 334  | 341  | 347  | 353  | 317  | 246  | 254  | 248  | 225  | 234  | 236  | 233  |
| Počet domů     | část Plešovec | 42   | 51   | 53   | 54   | 56   | 57   | 59   | 62   | 64   | 64   | 56   | 71   | 62   | 71   |